# Завод хімії хлору в Лавертон-Норт
Завод хімії хлору в Лавертон-Норт — виробничий майданчик на південному сході Австралії. 
Ще з кінця 1910-х років в мельбурнському районі Ярравілль діяло виробництво хлору, що більшу частину своєї історії належало британському хімічному концерну Imperial Chemical Industries (ICI). Воно використовувало екологічно шкідливу ртутну технологію, тому наприкінці 1990-х років компанія Orica, яку створили в 1998-му на основі ICI Australia після рішення концерну ICI вийти з бізнесу в Австралії та Новій Зеландії, узялась за спорудження нового заводу з мембранною технологією, при цьому його винесли на околицю Мельбурну до індустріальної зони Лавертон-Норт. 
Завод став до ладу в 2001 році та може продукувати 30 тисяч тонн хлору на рік. При цьому під час електролізу хлориду натрію також отримують каустичну соду та водень, а похідними продуктами є гіпохлорит натрію (результат реакції каустичної соди та хлору) та соляна кислота (отримують реакцією хлору та водню).